# Voto di castità
Cet article concerne le film italien. Pour le vœu religieux, voir Vœu de chasteté.
Pour plus de détails, voir Fiche technique et Distribution.
Voto di castità est une comédie érotique italienne réalisée par Joe D'Amato et sortie en 1977.

## Synopsis
Un vieux libertin, ancien propriétaire d'une maison close, plutôt que de laisser son héritage à son neveu qui veut devenir prêtre, lègue ses biens à un foyer pour vieilles prostituées.

## Fiche technique
- Titre original italien : Voto di castità[1]
- Réalisation : Joe D'Amato (sous son vrai nom « Aristide Massaccesi »)
- Scenario : George Eastman (sous son vrai nom « Luigi Montefiori »)
- Photographie :	Giuseppe Berardini
- Montage : Bruno Maugeri
- Musique : Roberto Pregadio
- Société de production : Mago Film
- Pays de production :  Italie
- Langue originale : Italien
- Format : couleurs - 1,85:1 - Son mono - 35 mm
- Durée : 95 minutes
- Genre : comédie érotique italienne
- Dates de sortie :
  - Italie : mai 1977 (Milan)

## Distribution
- Jacques Dufilho : Hannibal/Nestore
- Laura Gemser : la femme de chambre
- Gillian Bray (it) : Ileana
- Francesco Mulè : Armando
- Gastone Pescucci : Teodoro
- Enzo Colajacono : Andrea
- Sofia Dionisio (sous le nom de « Flavia Fabiani ») : Lisa
- Mara Carisi :